# Plagiothecium monbuttoviae
Plagiothecium monbuttoviae là một loài rêu trong họ Plagiotheciaceae. Loài này được (Müll. Hal.) A. Jaeger mô tả khoa học đầu tiên năm 1878.